# Ivanna Madruga
Pour les articles homonymes, voir Madruga.
Ivanna Madruga (née le 27 janvier 1961) est une joueuse de tennis argentine, professionnelle dans les années 1970 et 1980. Elle est aussi connue sous son nom de femme mariée, Ivanna Madruga-Osses. 
Elle a joué trois fois les quarts de finale en simple dans des épreuves du Grand Chelem : à Roland-Garros en 1980 et à l'US Open en 1980 et 1983.
En 1980, avec sa compatriote Adriana Villagrán, elle s'est hissée en finale du double dames à Roland-Garros (défaite contre Kathy Jordan et Anne Smith).
Ivanna Madruga a remporté un tournoi en double pendant sa carrière, en 1982 à Indianapolis aux côtés de la Française Cathy Tanvier.  
Elle a enfin représenté son pays en Coupe de la Fédération de 1978 à  1984.

## Palmarès

### Titre en simple dames
Aucun

### Finales en simple dames
| No | Date       | Nom et lieu du tournoi        | Catégorie | Dotation  | Surface      | Vainqueure       | Score    |          |
| -- | ---------- | ----------------------------- | --------- | --------- | ------------ | ---------------- | -------- | -------- |
| 1  | 08-09-1980 | Women’s Games, Salt Lake City |           | 50 000 $  | Dur (ext.)   | Virginia Ruzici  | 6-1, 6-3 | Parcours |
| 2  | 18-05-1981 | German Open, Berlin           |           | 100 000 $ | Terre (ext.) | Regina Maršíková | 6-2, 6-1 | Parcours |

### Titre en double dames
| No | Date       | Nom et lieu du tournoi                   | Catégorie | Dotation  | Surface      | Partenaire        | Finalistes                     | Score    |          |
| -- | ---------- | ---------------------------------------- | --------- | --------- | ------------ | ----------------- | ------------------------------ | -------- | -------- |
| 1  | 02-08-1982 | US Clay Court Championships Indianapolis | Series 5  | 150 000 $ | Terre (ext.) | Catherine Tanvier | Joanne Russell Virginia Ruzici | 7-5, 7-6 | Parcours |

### Finales en double dames
| No | Date       | Nom et lieu du tournoi       | Catégorie | Dotation  | Surface      | Vainqueures                        | Partenaire        | Score         |          |
| -- | ---------- | ---------------------------- | --------- | --------- | ------------ | ---------------------------------- | ----------------- | ------------- | -------- |
| 1  | 05-05-1980 | Italian Open Pérouse         |           | 100 000 $ | Terre (ext.) | Hana Mandlíková Renáta Tomanová    | Adriana Villagrán | 6-4, 6-4      | Parcours |
| 2  | 26-05-1980 | Roland-Garros Paris          | G. Chelem | 250 000 $ | Terre (ext.) | Kathy Jordan Anne Smith            | Adriana Villagrán | 6-1, 6-0      | Parcours |
| 3  | 02-05-1983 | Italian Open Pérouse         |           | 150 000 $ | Terre (ext.) | Virginia Ruzici Virginia Wade      | Catherine Tanvier | 6-3, 2-6, 6-1 | Parcours |
| 4  | 04-07-1983 | Fila Europa Cup Hambourg     |           | 100 000 $ | Terre (ext.) | Bettina Bunge Claudia Kohde-Kilsch | Catherine Tanvier | 7-5, 6-4      | Parcours |
| 5  | 11-07-1983 | Freiburg Fribourg-en-Brisgau |           | 50 000 $  | Terre (ext.) | Bettina Bunge Eva Pfaff            | Emilse Raponi     | 6-1, 6-2      | Parcours |

## Parcours en Grand Chelem

### En simple dames
| Année | Open d'Australie (janvier) | Open d'Australie (janvier) | Internationaux de France | Internationaux de France | Wimbledon       | Wimbledon     | US Open         | US Open         | Open d'Australie (décembre) | Open d'Australie (décembre) |
| ----- | -------------------------- | -------------------------- | ------------------------ | ------------------------ | --------------- | ------------- | --------------- | --------------- | --------------------------- | --------------------------- |
| 1978  | n/a                        | n/a                        | 1er tour (1/32)          | Helga Masthoff           | -               | -             | 2e tour (1/32)  | A. M. Fernández | -                           | -                           |
| 1979  | n/a                        | n/a                        | 1er tour (1/32)          | Pat Medrado              | 2e tour (1/32)  | Amanda Tobin  | 1er tour (1/64) | Tracy Austin    | -                           | -                           |
| 1980  | n/a                        | n/a                        | 1/4 de finale            | Hana Mandlíková          | 1er tour (1/64) | Virginia Wade | 1/4 de finale   | Andrea Jaeger   | -                           | -                           |
| 1981  | n/a                        | n/a                        | 3e tour (1/16)           | Nina Bohm                | 1er tour (1/64) | Susan Leo     | -               | -               | -                           | -                           |
| 1982  | n/a                        | n/a                        | 4e tour (1/8)            | Virginia Ruzici          | -               | -             | 2e tour (1/32)  | C. Kohde-Kilsch | -                           | -                           |
| 1983  | n/a                        | n/a                        | 4e tour (1/8)            | Gretchen Rush            | -               | -             | 1/4 de finale   | Jo Durie        | -                           | -                           |
| 1984  | n/a                        | n/a                        | 1er tour (1/64)          | Petra Keppeler           | -               | -             | -               | -               | -                           | -                           |
| 1986  | n/a                        | n/a                        | 3e tour (1/16)           | G. Sabatini              | -               | -             | -               | -               | n/a                         | n/a                         |

À droite du résultat, l’ultime adversaire.

### En double dames
| Année | Open d'Australie (janvier) | Open d'Australie (janvier) | Internationaux de France      | Internationaux de France   | Wimbledon                    | Wimbledon                 | US Open                       | US Open                    | Open d'Australie (décembre) | Open d'Australie (décembre) |
| ----- | -------------------------- | -------------------------- | ----------------------------- | -------------------------- | ---------------------------- | ------------------------- | ----------------------------- | -------------------------- | --------------------------- | --------------------------- |
| 1977  | -                          | -                          | 1er tour (1/16) C. Casabianca | R. Maršíková P. Teeguarden | -                            | -                         | -                             | -                          | -                           | -                           |
| 1978  | n/a                        | n/a                        | 1/4 de finale V. González     | Mima Jaušovec V. Ruzici    | 1er tour (1/32) V. González  | Ann Kiyomura Sue Mappin   | 1er tour (1/32) C. Casabianca | Kerry Reid W. Turnbull     | -                           | -                           |
| 1979  | n/a                        | n/a                        | 1er tour (1/16) Bettina Bunge | Betty Stöve W. Turnbull    | -                            | -                         | -                             | -                          | -                           | -                           |
| 1980  | n/a                        | n/a                        | Finale A. Villagrán           | Kathy Jordan Anne Smith    | 1er tour (1/32) A. Villagrán | Chris Newton Jenny Walker | 3e tour (1/8) C. Jolissaint   | Andrea Jaeger R. Maršíková | -                           | -                           |
| 1981  | n/a                        | n/a                        | 1er tour (1/32) A. Villagrán  | C. Reynolds Paula Smith    | -                            | -                         | -                             | -                          | -                           | -                           |
| 1982  | n/a                        | n/a                        | 1/4 de finale C. Tanvier      | M. L. Piatek Sharon Walsh  | -                            | -                         | -                             | -                          | -                           | -                           |
| 1983  | n/a                        | n/a                        | 1/2 finale C. Tanvier         | Kathy Jordan Anne Smith    | -                            | -                         | 3e tour (1/8) C. Bassett      | Navrátilová Pam Shriver    | -                           | -                           |
| 1984  | n/a                        | n/a                        | 1er tour (1/32) Kathy Rinaldi | Anne Minter J. Mundel      | -                            | -                         | -                             | -                          | -                           | -                           |
| 1986  | n/a                        | n/a                        | 2e tour (1/16) C. Tanvier     | I. Demongeot N. Tauziat    | -                            | -                         | -                             | -                          | n/a                         | n/a                         |

Sous le résultat, la partenaire ; à droite, l’ultime équipe adverse.

### En double mixte
| Année | Open d'Australie (janvier), | Open d'Australie (janvier), | Internationaux de France      | Internationaux de France  | Wimbledon | Wimbledon | US Open | US Open | Open d'Australie (décembre), | Open d'Australie (décembre), |
| ----- | --------------------------- | --------------------------- | ----------------------------- | ------------------------- | --------- | --------- | ------- | ------- | ---------------------------- | ---------------------------- |
| 1978  | n/a                         | n/a                         | 1er tour (1/16) J. L. Damiani | D. Beillan Omar Laimina   | -         | -         | -       | -       | n/a                          | n/a                          |
| 1981  | n/a                         | n/a                         | 1er tour (1/16) J. L. Damiani | P. Teeguarden F. González | -         | -         | -       | -       | n/a                          | n/a                          |

Sous le résultat, le partenaire ; à droite, l’ultime équipe adverse.

## Parcours en Coupe de la Fédération
| #                                                                           | Date       | Lieu        | Surface                         | Gagnante(s)                        | Perdante(s)                            | Score          |          |
|                                                                             |            |             |                                 |                                    |                                        |                |          |
| 1978 - 1er tour (groupe mondial) - Argentine - Danemark - 2 : 1             |            |             |                                 |                                    |                                        |                |          |
| 1                                                                           | 27/11/1978 | Melbourne   |                                 | Ivanna Madruga                     | Dorte Ekner                            | 11-9, 2-6, 6-4 | Parcours |
| 1                                                                           | 27/11/1978 | Melbourne   | Dorte Ekner Helle Sparre-Viragh | Viviana Gonzalez Ivanna Madruga    | 9-7, 7-5                               |                | Parcours |
|                                                                             |            |             |                                 |                                    |                                        |                |          |
| 1978 - 2e tour (groupe mondial) - France - Argentine - 3 : 0                |            |             |                                 |                                    |                                        |                |          |
| 2                                                                           | 27/11/1978 | Melbourne   |                                 | Françoise Dürr                     | Ivanna Madruga                         | 6-4, 6-2       | Parcours |
|                                                                             |            |             |                                 |                                    |                                        |                |          |
| 1979 - 1er tour (groupe mondial) - Argentine - Pays-Bas - 0 : 3             |            |             |                                 |                                    |                                        |                |          |
| 3                                                                           | 30/04/1979 | Madrid      | Terre (ext.)                    | Betty Stöve                        | Ivanna Madruga                         | 6-4, 6-4       | Parcours |
|                                                                             |            |             |                                 |                                    |                                        |                |          |
| 1980 - 1er tour (groupe mondial) - Argentine - Pays-Bas - 2 : 1             |            |             |                                 |                                    |                                        |                |          |
| 4                                                                           | 19/05/1980 | Berlin      | Terre (ext.)                    | Ivanna Madruga                     | Marcella Mesker                        | 7-5, 6-1       | Parcours |
|                                                                             |            |             |                                 |                                    |                                        |                |          |
| 1980 - 2e tour (groupe mondial) - Argentine - Grande-Bretagne - 1 : 2       |            |             |                                 |                                    |                                        |                |          |
| 5                                                                           | 19/05/1980 | Berlin      | Terre (ext.)                    | Ivanna Madruga                     | Virginia Wade                          | 7-5, 7-5       | Parcours |
| 5                                                                           | 19/05/1980 | Berlin      | Terre (ext.)                    | Sue Barker Virginia Wade           | Ivanna Madruga Adriana Villagrán       | 5-7, 6-2, 6-4  | Parcours |
|                                                                             |            |             |                                 |                                    |                                        |                |          |
| 1982 - 1er tour (groupe mondial) - Pérou - Argentine - 2 : 1                |            |             |                                 |                                    |                                        |                |          |
| 6                                                                           | 19/07/1982 | Santa Clara | Dur (ext.)                      | Laura Arraya                       | Ivanna Madruga-Osses                   | 6-4, 6-4       | Parcours |
| 6                                                                           | 19/07/1982 | Santa Clara | Dur (ext.)                      | Laura Arraya Pilar Vásquez         | Ivanna Madruga-Osses Adriana Villagrán | 6-0, 6-4       | Parcours |
|                                                                             |            |             |                                 |                                    |                                        |                |          |
| 1983 - 1er tour (groupe mondial) - Argentine - France - 2 : 1               |            |             |                                 |                                    |                                        |                |          |
| 7                                                                           | 18/07/1983 | Zurich      | Terre (ext.)                    | Catherine Tanvier                  | Ivanna Madruga-Osses                   | 6-3, 6-3       | Parcours |
| 7                                                                           | 18/07/1983 | Zurich      | Terre (ext.)                    | Emilse Raponi Ivanna Madruga-Osses | Catherine Tanvier Corinne Vanier       | 6-4, 6-3       | Parcours |
|                                                                             |            |             |                                 |                                    |                                        |                |          |
| 1983 - 2e tour (groupe mondial) - Hongrie - Argentine - 0 : 3               |            |             |                                 |                                    |                                        |                |          |
| 8                                                                           | 18/07/1983 | Zurich      | Terre (ext.)                    | Ivanna Madruga-Osses               | Andrea Temesvári                       | 6-4, 7-5       | Parcours |
|                                                                             |            |             |                                 |                                    |                                        |                |          |
| 1983 - 1/4 de finale (groupe mondial) - Tchécoslovaquie - Argentine - 2 : 0 |            |             |                                 |                                    |                                        |                |          |
| 9                                                                           | 18/07/1983 | Zurich      | Terre (ext.)                    | Hana Mandlíková                    | Ivanna Madruga-Osses                   | 6-4, 6-3       | Parcours |
|                                                                             |            |             |                                 |                                    |                                        |                |          |
| 1984 - 1er tour (groupe mondial) - Argentine - Australie - 0 : 3            |            |             |                                 |                                    |                                        |                |          |
| 10                                                                          | 16/07/1984 | São Paulo   | Terre (ext.)                    | Elizabeth Sayers                   | Ivanna Madruga-Osses                   | 4-6, 7-5, 6-4  | Parcours |

## Classements WTA

### Classements en simple en fin de saison
| Année | 1983 | 1986 |
| Rang  | 18   | 121  |

Source : (en) « Classements de Ivanna Madruga », sur le site officiel du WTA Tour